# Уминский, Алексей Анатольевич
Алексе́й Анато́льевич Уми́нский (род. 3 июля 1960, Москва) — священнослужитель Константинопольской православной церкви, до января 2024 года — Московского патриархата, протоиерей. Публицист, телеведущий, автор многочисленных публикаций на тему христианской педагогики.
С 1993 до начала января 2024 года был настоятелем московского храма Святой Троицы в Хохлах. 3 января 2024 года запрещён в служении и предан церковному суду, который 13 января того же года признал, что он «подлежит извержению из сана за нарушение священнической Присяги (клятвопреступление)». 27 февраля 2024 года восстановлен в священном сане и принят во Вселенский Константинопольский патриархат. С апреля 2024 года — клирик храма Знамения Божьей Матери в Париже (Галльская митрополия).

## Биография

### Детство и образование
Родители Алексея были неверующими, отец по профессии был инженером, мать — учительницей (в девичестве Шинкевич — её предки происходили из Белоруссии). В юности принадлежал к субкультуре хиппи, о чём, по его собственным словам, хочется просить прощения у родителей. Вырос в Перове. Крестился в 1980 году. Духовный отец — протоиерей Сергий Романов, который, в свою очередь, был учеником и последователем Всеволода Шпиллера.

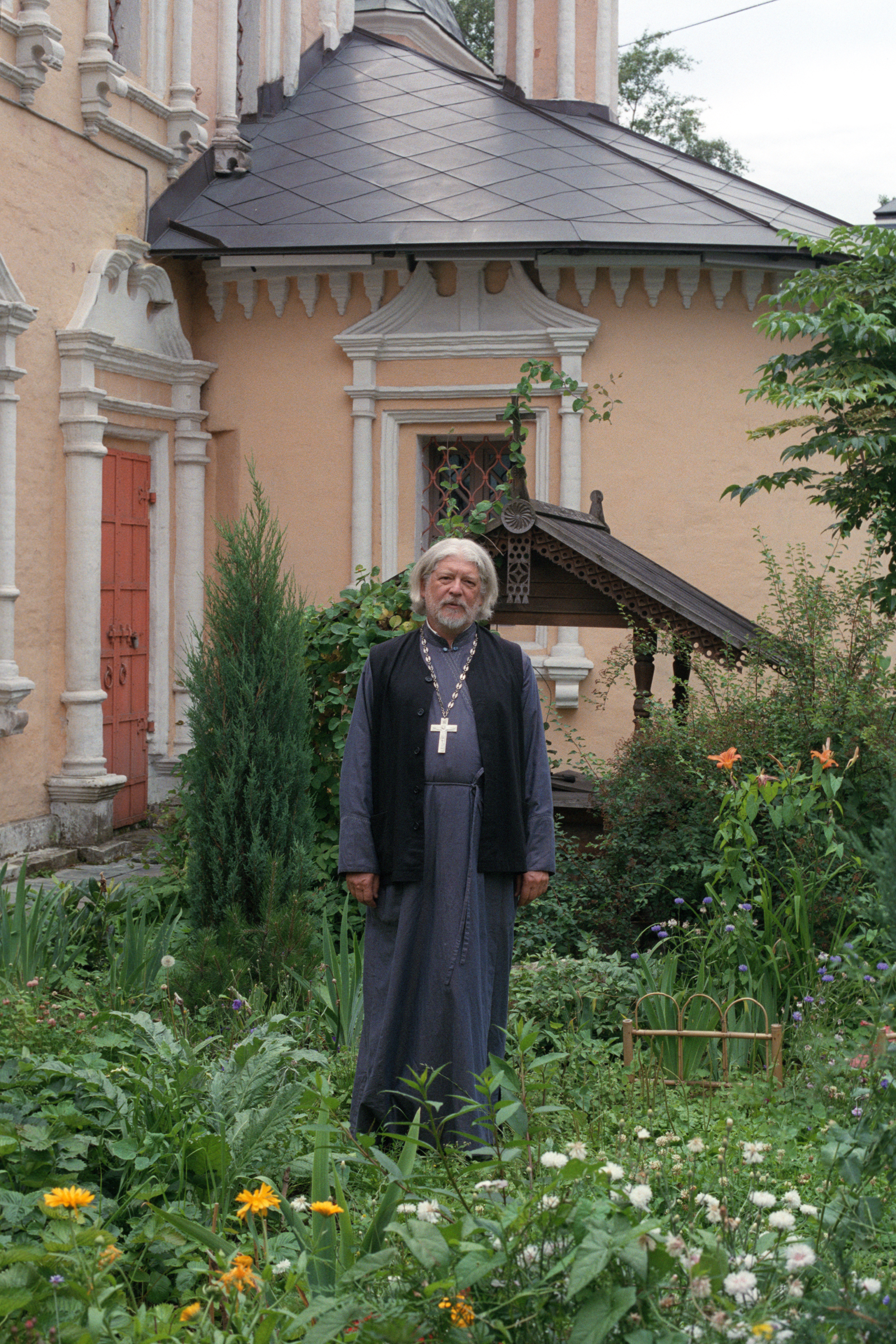
Алексей Уминский возле храма Живоначальной Троицы в Хохлах. 2017 год.

В 1982 году окончил факультет романо-германских языков МОПИ имени Н. К. Крупской. В течение восьми лет работал учителем французского языка в общеобразовательной школе. В это время через общих знакомых познакомился с будущей супругой.

### Церковное служение в Московском патриархате
В конце 1980-х архимандрит Иоанн (Крестьянкин) благословил его на путь священства. 27 мая 1990 года рукоположён в диакона, 9 сентября 1990 года рукоположён в пресвитера. Служение проходил в храме иконы Божией Матери «Всех скорбящих Радость» города Клина Московской области. Родители прот. Алексия стали воцерковляться, когда он уже готовился стать священником, а затем он сам повенчал своих родителей.
С 1990 года настоятель Успенского собора Каширы, благочинный храмов Каширского округа Московской епархии.
В 1993 году назначен настоятелем храма Живоначальной Троицы в Хохлах. В 1990-е — 2000-е годы был членом редсовета журнала «Альфа и Омега».
В 2002 году возведён в сан протоиерея.
В 2004 году окончил Московскую духовную семинарию.
Несколько лет работал директором Свято-Владимирской гимназии, затем — духовник этой гимназии и преподаватель Закона Божия.
Работа на телевидении началась с участия в выпусках программы «Канон» на канале ТВ-6.
Вёл на канале «Культура» программу «Дела житейские», а потом сериал «Тесные врата», посвящённый житиям святых.
С октября 2003 по декабрь 2023 года — сотрудник частного учреждения «Культурный фонд Кино-телекомпания Православная энциклопедия» (директор — Гостюшина Наталья Николаевна) и ведущий созданной силами данной кинокомпании телепрограммы «Православная энциклопедия». 1 сентября 2022 года данная телекомпания под руководством Гостюшиной и при участии Уминского учредила новое юрлицо — ООО «Нота Бене Медиа».
В 2010 году удостоен ордена преподобного Серафима Саровского III степени.
В 2014 году по просьбе архимандрита Дионисия (Шишигина), благочинного Богоявленского округа, составил «Молебен о нищих, бездомных, безродных».
Большинство книг составил, наговаривая их на диктофон.
3 сентября 2022 года на Новодевичьем кладбище совершил отпевание Михаила Горбачёва.

### Запрещение в служении и предание церковному суду
16 ноября 2023 года протоиерей Уминский дал видеоинтервью каналу Алексея Венедиктова «Живой гвоздь» с критикой использования священниками военной риторики, в том числе во время литургии (текстовая версия данного интервью опубликована на сайте интернет-издания «Эхо»). Так, отвечая на вопрос одной из слушательниц канала «Живой гвоздь», о. Алексей посоветовал православным, которые не хотят посещать храм, где «молятся за победу и за поддержку СВО», искать священников, которые «стараются не очень сильно <…> военный дух на литургии укреплять» и «больше молятся о мире, нежели о победе». Комментируя вскоре после интервью слова Уминского, епископ РПЦ Питирим (Творогов) назвал позицию Уминского «одним из метастазов страшной болезни либерализма, которая проникла в нашу Церковь и погубит нашу родину».
3 января 2024 года указом патриарха Кирилла снят с настоятельства и запрещён в служении. Анализируя отстранение настоятеля, СМИ и церковно-общественные деятели связали запрещение Уминского с его антивоенными и пацифистскими заявлениями.
10 января 2024 года в адрес Московской патриархии было направлено «Открытое письмо членов Русской Православной Церкви Патриарху Московскому и всея Руси Кириллу о запрете в служении священника Алексея Уминского» — с просьбой пересмотреть решение о запрете в служении Уминского «ради душевного равновесия верующих людей».
13 января, по сообщению СМИ, епархиальный суд Московской епархии признал, «что на основании Правила 25-го Святых Апостолов отец Алексей Уминский подлежит извержению из сана за нарушение священнической Присяги (клятвопреступление) — отказ от исполнения Патриаршего благословения читать молитву о Святой Руси за Божественной Литургией»; решение суда вынесено в его отсутствие: Уминский не явился ни на одно из трёх заседаний суда и направлено на утверждение патриарху Кириллу.
По сообщениям СМИ, решение суда было утверждено патриархом Кириллом 8 февраля того же года.

### Восстановление в сане и служение в Константинопольском патриархате
Уминский подал апелляцию Вселенскому патриарху Варфоломею, который, «рассмотрев апелляцию во всей её полноте, вынес на рассмотрение Священному Синоду снятие наложенного извержения из священного сана и восстановления клирика в прежнем церковном сане, что и было единогласно решено» 27 февраля 2024 года, после чего Вселенским патриархом был принят в клир Константинопольского патриархата.

## Публикации
- Проблемы православной гимназии // Вестник пастырского семинара. М., 1996. — № 2. — C. 31-37.
- Заметки о высшем искусстве. Православное воспитание детей в семье // Альфа и Омега. М., 1997. — № 1(12). — C. 310—316.
- «Над пропастью во ржи». Место культуры в правосл. воспитании и образовании // Альфа и Омега. М., 1997. — № 3(14). — C. 346—350.
- Воспитание в школе через почитание новомучеников российских // Альфа и Омега. М., 1998. — № 4 (18). — С. 321—326.
- Прощает сильный, а не забитый // Не такой как все: Как научить подростка жить среди сверстников. — М. : Даниловский благовестник, 2000. — 152 с.
- Предисловие // Амфилохий (Радович), митрополит Черногорско-Приморский. Основы православного воспитания. / пер.: Луганская С. — Пермь, 2000.
- Размышления о школе и детях // Церковь, дети и современный мир. — 3-е изд. — М. : Издательство Московской Патриархии, 2000. — 160 с. — С. 46 — 57
- Православное воспитание и современный мир // Альфа и Омега. 2000. — № 2 (24). — C. 281—288.
- Фрагменты из приходских бесед. О молитве // Альфа и Омега. 2002 — № 1 (31). — С. 247—266
- Фрагменты из приходских бесед. Поучение аввы Дорофея «О страхе Божием». // Альфа и Омега. 2002. — № 2 (32) — С. 274—286
- Фрагменты из приходских бесед. О страхе Божием. О смиреномудрии // Альфа и Омега. 2002. — № 3 (33) — С. 278—296
- Фрагменты из приходских бесед. Память смертная. О совести // Альфа и Омега — 2002. — № 4. — С. 251—276
- Совместные программы православных клириков и сектантских лидеров: диспут, диалог или отступничество? : тоталитарные секты и средства массовой информации // Прозрение: приложение к «Журналу Московской Патриархии» : православный информационно-просветительский журнал. 2002. 2 (8). Тоталитарные секты и средства массовой информации / ред. Е. В. Тростникова. — М. : Издательство Московской Патриархии, 2002. — 96 с. — С. 67—70
- Школа как возрождающаяся Церковь // В начале пути… Опыты современной православной педагогики : сборник бесед и выступлений. — М. : Храм Трех Святителей на Кулишках, 2002. — 240 с. — С. 131—149
- Фрагменты из приходских бесед. О лжи. // Альфа и Омега. М., 2003 — № 1(35). — C. 236—251
- Фрагменты из приходских бесед. Об осуждении // Альфа и Омега. 2003. — № 2 (36) — С. 300—314
- Фрагменты из приходских бесед. О самоукорении // Альфа и Омега. 2003. — № 3 (37) — С. 282—298
- Фрагменты из приходских бесед. О борьбе со страстями // Альфа и Омега. 2003. № 4 (38) — С. 254—276
- Фрагменты из приходских бесед. Беседы о Литургии // Альфа и Омега. 2004. — № 3 (41). — C. 260—276
- Фрагменты из приходских бесед. Беседы о Литургии // Альфа и Омега. 2005. — № 1 (42). — С. 276—291
- Паства и пастыри // Альфа и Омега. 2005. — № 2 (43). — С. 226—232
- Фрагменты из приходских бесед. Беседы о Литургии // Альфа и Омега. 2005. — № 2 (43). — С. 255—268
- Фрагменты из приходских бесед. Беседы о Литургии // Альфа и Омега. 2005. — № 3 (44). — С. 249—264
- Проповеди // Альфа и Омега. 2007. — № 1 (48). — С. 11-22.
- Проповеди // Альфа и Омега. 2007. — № 2 (49). — С. 14-18
- Тайна примирения. Беседа с прихожанами об исповеди // Альфа и Омега. 2007. — № 2 (49). — С. 365—372.
- Проповеди // Альфа и Омега. М., 2008. — № 1 (51). — C. 14
- Болезни приходской жизни // Альфа и Омега. М., 2008. — № 2. — C. 238—243
- Церковь и пустота // Альфа и Омега. М., 2009. — № 2 (55). — C. 269—275
- О молитве // Альфа и Омега. 2010. — № 1 (57). — С. 321—337.
- Уминский. Проповеди // Альфа и Омега. 2010. — № 2 (58) — С. 17—29.
- Проповеди // Альфа и Омега. 2010. — № 3 (59). — С. 5—19.
- Жить по Евангелию // Альфа и Омега. 2010. — № 3 (59). — С. 300—312.
- Чего хотят родители от детей, а дети — от родителей // Альфа и Омега. 2010. — № 2 (58) — С. 315—328.
- Откровенно // Альфа и Омега. 2011. — № 1 (60). — С. 303—316.
- Проповеди // Альфа и Омега. 2011. — № 2 (61). — С. 5—16.
- О книге С. Кьеркегора // Альфа и Омега. 2011. — № 2 (61). — С. 196—204.
- Проповеди // Альфа и Омега. 2011. — № 3 (62). — С. 5—20.
- Знаки пробуждения внутри Церкви в России и новые шаги к христианскому сознанию // Альфа и Омега. 2011. — № 3 (62). — С. 194—200.
- Проповеди // Альфа и Омега. 2012. — № 1 (63). — С. 113—122
- Современный христианин живёт по-принципу «можно-нельзя» // Журнал Московской Патриархии. 2013. — № 6. — С. 90-92
- Как не есть людей // miloserdie.ru, 23.03.2017

- Тайна примирения. Беседы с прихожанами об исповеди. — М.: Даниловский благовестник, 2007. — 254 с.
  - Тайна примирения : беседы с прихожанами об исповеди. — 2-е изд. — Москва : Свято-Владимирское изд-во, 2010. — 256, [6] с. — ISBN 978-5-900249-55-1
  - Тайна примирения: книга об исповеди и покаянии. — Москва : Никея, 2013. — 319 с. — (Встречи с Богом).; ISBN 978-5-91761-175-4
  - Тайна примирения: книга об исповеди и покаянии. — Москва : Никея, 2014. — 327 с. — (Встречи с Богом).; ISBN 978-5-91761-282-9
  - Тайна примирения: книга об исповеди и покаянии. — Москва : Никея, 2015. — 325 с. — (Встречи с Богом) (Никея о вере).; ISBN 978-5-91761-458-8 — 4000 экз.
- Практический справочник по православию / [священник Георгий Селин и др. ; под общ. ред. протоиер. Алексия Уминского]. — М.: Русское энцикл. товарищество : ОЛМА медиа групп, 2008. — 1022 с. — ISBN 5-901227-80-8
  - Практический справочник по православию / [свящ. Георгий Селин и др. ; под общ. ред. протоиер. Алексия Уминского]. — Москва : Русское энцикл. товарищество : ОЛМА Медиа Групп, 2008. — 1022 с. — ISBN 978-5-91398-002-1
- Ребёнок в Церкви: заметки о высшем искусстве. — Москва: Данилов мужской монастырь : Даниловский благовестник, 2012. — 126 с. — ISBN 978-5-89101-466-4
- Евангелие от Марка с беседами протоиерея Алексея Уминского: для бесплатного распространения. — Москва : Никея, 2012. — 255 с. — (Серия «Встречи в Богом»). — ISBN 978-5-91761-132-7
- Евангелие от Марка с беседами протоиерея Алексея Уминского: для бесплатного распространения. — Москва : Никея, 2012. — 255 с. — ISBN 978-5-91761-144-0
  - Евангелие от Марка с беседами протоиерея Алексея Уминского: для бесплатного распространения. — Москва : Никея, 2013. — 254 с. — ISBN 978-5-91761-178-5
  - Евангелие от Марка с беседами протоиерея Алексея Уминского: для бесплатного распространения. — Москва : Никея, 2016. — 254 с. — ISBN 978-5-91761-561-5 : 20000 экз.
- Человек и Церковь: путь свободы и любви / Протоиер. Алексей Уминский, Этери Чаландзия. — Москва : АНФ, 2013. — 277 с. — ISBN 978-5-91671-263-6
  - Человек и Церковь: путь свободы и любви / Протоиер. Алексей Уминский, Этери Чаландзия. — 2-е изд. — Москва : АНФ, 2014. — 277 с. — ISBN 978-5-91671-295-7
- Божественная литургия: к чему готовит нас таинство крещения? : [объяснение смысла, значения, содержания]. — Москва : Никея, 2013. — 159 с. — ISBN 978-5-91761-134-1
  - Божественная литургия: объяснение смысла, значения, содержания. — Москва : Никея, 2013. — 159 с. — ISBN 978-5-91761-222-5
  - Божественная литургия: объяснение смысла, значения, содержания. — Москва : Никея, 2014. — 159 с. — ISBN 978-5-91761-253-9
  - Божественная литургия: объяснение смысла, значения, содержания. — Москва : Никея, 2015. — 159 с. — ISBN 978-5-91761-424-3 : 5000 экз.
  - Божественная литургия: объяснение смысла, значения, содержания. — Москва : Никея, 2016. — 159 с. — ISBN 978-5-91761-495-9 : 6000 экз.
  - Божественная литургия : объяснение смысла, значения, содержания. — Москва : Никея, 2022. — 158 с. — (Серия «Никейский свод»). — ISBN 978-5-907457-71-3
- О чём говорит Христос: разговор о Евангелии со священником Алексеем Уминским. — Москва : Никея, 2012. — 255 с.; 22 см. — (Встречи с Богом). — ISBN 978-5-91761-133-4
  - О чём говорит Христос: разговор о Евангелии со священником Алексеем Уминским. — Москва : Никея, 2013. — 255 с.; 21 см. — (Встречи с Богом). — ISBN 978-5-91761-224-9
- Что я хочу от Бога. — Москва : Никея, 2013. — 103 с.; 21 см; ISBN 978-5-91761-160-0
  - Что я хочу от Бога: о христианстве и «духовном потреблении» / свящ. Алексей Уминский. — Москва : Никея, 2015. — 296, [2] с. : портр.; 21 см. — (Встречи с Богом). — ISBN 978-5-91761-421-2 — 4000 экз.
- Основы духовной жизни. — Москва : Никея, 2014. — 191 с. — ISBN 978-5-91761-309-3
  - Основы духовной жизни: христианская практика преодоления зла. — Москва : Никея, 2014. — 176, [7] с. — (Встречи с Богом). — ISBN 978-5-91761-250-8
- Что я хочу от церкви: о христианстве и духовном потреблении. — Москва : Никея, 2014. — 154 с.; 21 см. — (Встречи с Богом). — ISBN 978-5-91761-264-5
- Свеча — огонь любви. Как правильно поставить свечу? / сост.: протоиер. Алексей Уминский, Елена Зубова. — Москва : Символик, 2015. — 23 с.; 20 см. — (Свет Истинный). — ISBN 978-5-906549-30-3 : 7000 экз.
- Мы с тобой одной крови: лекции, беседы, проповеди:. — Москва : Pravmir.ru : Даръ, cop. 2015. — 479 с. — ISBN 978-5-485-00530-6 — 3000 экз.
  - Мы с тобой одной крови: лекции, беседы, проповеди. — Изд. 2-е, доп. — Москва : Даръ : Pravmir.ru, cop. 2017. — 511 с.
- О чём говорит Христос: беседы на Евангелие от Марка. — Москва : Никея, 2016. — 190 с.; 22 см. — (Встречи с Богом). — ISBN 978-5-91761-480-9 — 5000 экз.
- Великий Пост. Объяснение смысла, значения, содержания. — Москва : Никея, 2016. — 189 с. — ISBN 978-5-91761-512-7 — 3000 экз.
  - Великий пост: объяснение смысла, значения, содержания. — Москва : Никея, 2017. — 189 с. — ISBN 978-5-91761-657-5 — 5000 экз.
  - Великий пост : объяснение смысла, значения, содержания. — Москва : Никея, 2020. — 189 с. — (Никейский свод). — ISBN 978-5-907202-87-0
  - Великий пост : объяснение смысла, значения, содержания. — Москва : Никея, 2020. — 189 с. — (Никейский свод). — ISBN 978-5-907202-87-0
- Ребёнок в семье и церкви. Как не навредить детской вере. — Москва : Никея, 2016. — 150 с. — ISBN 978-5-91761-585-5 — 5000 экз.
- Подросток в семье и Церкви: преодоление зон недоверия. — М.: Никея, 2017. — 127 с. — ISBN 978-5-91761-725-1 — 7000 экз.
- Божественная литургия святителя Иоанна Златоуста: издание для народного пения : с объяснениями протоиерея Алексея Уминского. — Москва : Никея, 2017. — 73, [2] с — ISBN 978-5-91761-680-3 : 6000 экз.
  - Божественная литургия святителя Иоанна Златоуста : для активного участия мирян в богослужении : издание для народного пения / с объяснением протоиерея Алексея Уминского. — Москва : Никея, 2019. — 73 с. — (Серия «Для активного участия мирян в богослужении»). — ISBN 978-5-907202-21-4
- Исповедь. Тайна примирения. — Москва : Никея, 2018. — 313 с. — (Открывая Православие). — ISBN 978-5-91761-852-4 — 2500 экз.
- Что я хочу от Бога. Книга о живой вере. — Москва : Никея, 2018. — 351 с. — (Радостная серия). — ISBN 978-5-91761-851-7
  - Что я хочу от Бога. Книга о живой вере. — Москва : Никея, 2019. — 351 с. — (Радостная серия). — ISBN 978-5-907202-20-7
- Семейное кино: смотрим с детьми шедевры мирового кинематографа. — Москва : Никея, 2018. — 205 с. — ISBN 978-5-91761-879-1
- Книга о молитве : тяжесть правила или разговор с Отцом? — Москва : Никея, 2021. — 189 с. — ISBN 978-5-907457-01-0
- Удержать Пасху : воскресные евангельские чтения всего года. — Москва : Никея, 2021. — 299 с. — ISBN 978-5-907307-68-1

- Интервью со священником Алексием Уминским, исполняющим обязанности настоятеля храма Пресвятой Троицы, что в Хохлах (30 декабря 1997 г.) // Прозрение: приложение к «Журналу Московской Патриархии» : православный информационно-просветительский журнал. 1998. 1. Кришнаиты в России / ред. еп. Бронницкий Тихон. — М. : Издательство Московской Патриархии, 1998. — 88 с. — С. 69—73.
- Протоиерей Алексей Уминский: почему я ушел из соцсетей // Нескучный сад, 15.04.2013
- «Мы все ждем к себе милости, а к другим — справедливости» Катерина Гордеева поговорила со священником Алексием Уминским // meduza.io, 11 сентября 2015
- Она живая и светится. Отец Алексей Уминский — о любви, хиппи, эпидемии, желании выпить и возможности быть обыкновенным человеком // Новая газета. 2020. — № 60 от 10 июня 2020
- Персонально ваш // echo.msk.ru, 31 июля 2020